# Drezdenko
Drezdenko (deutsch Driesen) ist eine Stadt im Powiat Strzelecko-Drezdenecki der Woiwodschaft Lebus in Polen. Sie ist Sitz der Gmina Drezdenko (Stadt-und-Land-Gemeinde Driesen).

## Geografische Lage
Drezdenko liegt in der Neumark auf einem Landkeil zwischen der Alten und der Faulen Netze. Die nächste größere Stadt ist Gorzów Wielkopolski (Landsberg an der Warthe), 55 Kilometer in westlicher Richtung entfernt. Drezdenko liegt an keiner Fernstraße, jedoch an der Bahnstrecke Kostrzyn–Piła. Im Norden beginnt die Kroner Seenplatte mit dem Drawińskie-Nationalpark.

## Geschichte

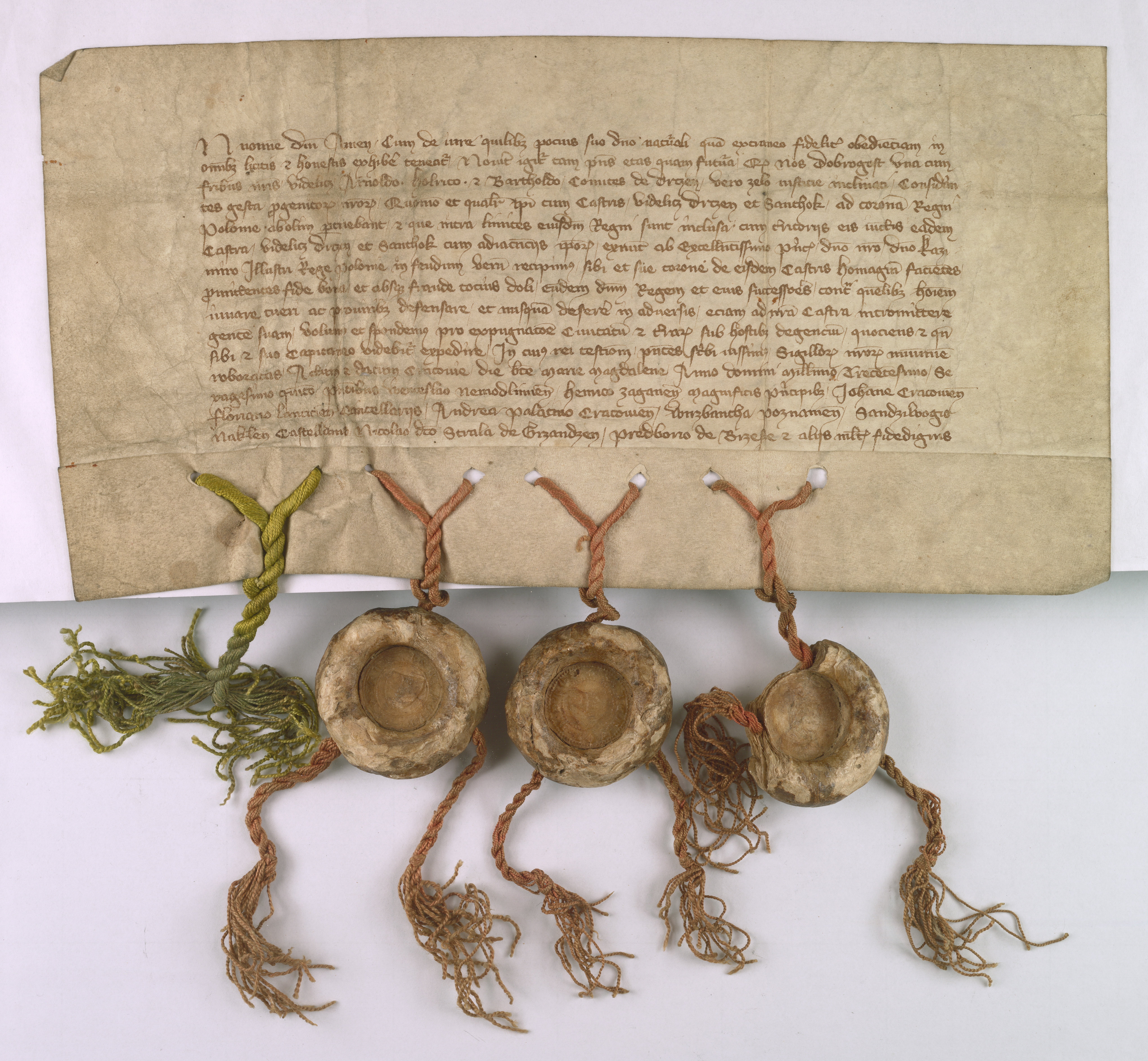
Urkunde vom 22. Juli 1365 zu einem Grenzvertrag, in dem die seinerzeit im Besitz der Familie von der Osten befindliche Stadt Driesen genannt wird, deren Echtheit jedoch bezweifelt worden ist

Karte von Driesen (um 1760)

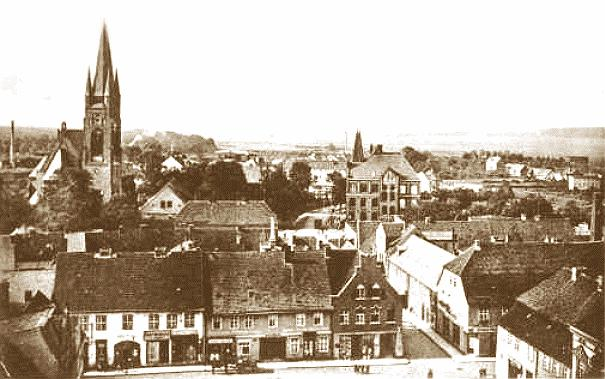
Driesen, um 1900

Vor dem Jahr 1000 erscheint der Ort unter dem Namen Osna, was ‚Fichtenwald‘ bedeuten soll. Die erste Erwähnung von Driesen stammt aus dem Jahre 1233. Zu jener Zeit bildete die Netze die Grenze zwischen dem Herzogtum Pommern und dem Herzogtum Polen. Die polnische Befestigung Drzen auf einer Insel im Netzebruch wurde zu einem Zankapfel zwischen den beiden Herzogtümern. Angesichts der vielen Flussarme und Gräben der Netze bestand Uneinigkeit darüber, wo genau die Grenze bis zur Mündung des Flusses in die Warthe bei Zantoch verläuft. Deshalb wurde auch die dortige Schanze umkämpft. 1251 eroberte Herzog Barnim I. von Pommern Drzen, konnte die Burg aber nicht lange halten.
Durch die Heirat des Markgrafen Konrad I. mit Konstancja von Polen († 1281) kam Drzen zusammen mit Zantoch im Jahre 1260 als Heiratsgut an Brandenburg. Als die Polen 1273 Friedeberg zerstörten, eroberten sie Drzen zurück. Unter Markgraf Otto IV. nahmen die Brandenburger 1296 die Burg wieder ein und hielten sie bis 1309; als Władysław I. Ellenlang sie besetzte, blieb Drzen bis 1315 bei Polen. Markgraf Woldemar nahm sie erneut ein und verlieh sie 1317 an die Ritter Heinrich und Burkhard von der Osten. In diesem Zuge wird erstmals auch die Stadt Driesen erwähnt. 1347 wird Driesen vom Wasserzoll befreit, der bei Zantoch erhoben wurde. 1366 ließen sich die von der Osten Driesen und Zantoch auch vom polnischen König Kasimir dem Großen als Lehen reichen. Nach dessen Tode erkannten sie 1372 wieder die brandenburgische Lehnshoheit an.
1402 ging Driesen als Teil der Neumark in den Besitz der Deutschordensritter über, die das Gebiet 1455 zurück an den Kurfürsten von Brandenburg verkauften. Wegen ihrer Lage am Fluss war die Stadt Driesen nicht ummauert, besaß aber drei Stadttore – das Deutsche, Polnische und das Holmtor. Zum Ende des 16. Jahrhunderts wurde die Stadt zum Sitz eines neun Dörfer umfassenden kurfürstlichen Amtes, dem sie als Immediatstadt aber nicht zugehörig war. 1603 ließ Kurfürst Joachim Friedrich die alte Burg (Schlossberg, nördlich der Stadt) auf der Gruse (östlich der Stadt) vom holländischen Festungsbaumeister Nicolas de Kamp durch eine fünfbastionige Festung ersetzen. Im Zuge der Kolonisation des Netze- und des Dragebruches entstanden eine Glashütte und 1604 eine Salzsiederei. Auch Bergbauversuche ordnete der Kurfürst an, diese wurden schon nach kurzer Zeit wegen Erfolglosigkeit wieder eingestellt.
Während des Dreißigjährigen Krieges wurde die strategisch wichtige Festung vom kaiserlichen Heer besetzt und 1639 von den Schweden eingenommen, die dabei die Stadt niederbrannten. 1649 zogen die Schweden wieder aus Driesen ab. 1662 vernichtete ein Stadtbrand die gesamte Stadt. Im Siebenjährigen Krieg belagerten 1758 die Russen die Festung und hielten sie nach der Einnahme bis 1762. Da der Festungsbau im Krieg nicht seine Anforderungen erfüllt hatte, ließ Friedrich II. 1765 das zerstörte Bauwerk schleifen.
Unter der Leitung von Franz Balthasar Schönberg von Brenkenhoff erfolgte in dieser Zeit eine großflächige Kolonisation des Netzebruches. Unterhalb der Stadt entstand das Flussbett der Neuen Netze. 1763 begann ebenfalls unter Brenkenhoff der Bau der „Neustadt“ zwischen der Stadt und der Festung. 1767 erfolgte der Bau der Synagoge. Wenig später folgte die Vorstadt vor dem polnischen Tor. Sowohl auf dem Gebiet des kurfürstlichen Amts als auch der Stadtkämmerei wurden Kolonien errichtet. 1811 erfolgte der Verkauf des Amtsbesitzes. Seit 1816 gehörte Driesen dem Landkreis Friedeberg Nm. an.
Haupterwerbszweige in Driesen waren früher die Tuchmacherei und der Holzhandel. Die Lage der Stadt an der Trasse des 1857 eingeweihten Abschnitts der Preußischen Ostbahn zwischen Küstrin, Landsberg und dem Knotenpunkt Kreuz über den 1,5 Kilometer nördlich gelegenen Bahnhof Vordamm führte zur Ansiedlung von Industriebetrieben. Es entstanden eine Eisengießerei, eine Steingut- und eine Zündholzfabrik. Dagegen ging das Tuchmacherhandwerk nieder, da der auf den Osten orientierte Absatz durch die russischen Einfuhrzölle rapide zurückging. Im Jahre 1894 wurde der an der Netze bei der alten Burg gelegene Ort Kietz eingemeindet. 1879 bis 1945 bestand das Amtsgericht Driesen.
Die Grenzziehung durch den Versailler Vertrag entlang der Netze nach dem Ersten Weltkrieg führte für die meisten Unternehmen der Stadt zum Verlust ihrer Märkte, die ab 1920 in Polen lagen. Die Entwicklung der Stadt stagnierte, und die Einwohnerzahl sank. 1936 nahm die Grenzlandbahn, eine Nebenbahn nach Schwerin, ihren Betrieb auf. 1938 ging Driesen bei der Auflösung der Provinz Grenzmark Posen-Westpreußen von der Provinz Brandenburg zusammen mit dem Kreis Friedeberg an die Provinz Pommern über.
Gegen Ende des Zweiten Weltkriegs wurde im Januar 1945 die Driesener Altstadt kaum zerstört, bevor die Besetzung der gesamten Region durch die Rote Armee erfolgte. Nach Kriegsende wurde die Stadt unter polnische Verwaltung gestellt und in Drezdenko umbenannt. Die Bevölkerung der Stadt wurde in der Folgezeit vertrieben und durch Polen ersetzt.
Drezdenko gehörte von 1946 bis 1950 zur Woiwodschaft Posen, dann bis 1975 zur Woiwodschaft Zielona Góra und bis 1999 zur Woiwodschaft Gorzów.

## Sehenswürdigkeiten
- Die von 1900 bis 1902 im neugotischen Stil errichtete evangelische Kirche wurde am 5. August 1945 zu einer katholischen Kirche umgewidmet, sie trägt heute den Namen Kirche der Verklärung des Herrn. Ihr Vorgängerbau wurde beim Stadtbrand von 1662 zerstört, der Nachfolgebau 1752 wegen Einsturzgefahr abgerissen und ersetzt. Den von Architekten und preußischen Baubeamten Karl Wilde und Max Spitta aufgestellten Entwurf führten der zuständige Kreisbauinspektor Baurat Hohenberg und sein Mitarbeiter Regierungsbaumeister Zillmer aus. Am 3. April 1900 wurde der Grundstein gelegt, die Einweihung der Kirche fand am 1. Juni 1902 statt. Der Kirchturm ist 78 m hoch. Die neue Orgel mit 30 Stimmen und elf Nebenregistern schuf Orgelbaumeister Wilhelm Sauer in Frankfurt (Oder). Das Orgelgehäuse stellte die Firma Gustav Kuntzsch, Anstalt für kirchliche Kunst, in Wernigerode nach einer im preußischen Ministerium der öffentlichen Arbeiten entworfenen Skizze her.[5]
- Die Kirche Unserer Lieben Frau vom Rosenkranz wurde als erste katholische Kirche der Stadt nach der Reformation gegründet und im Oktober 1898 geweiht. Die im neugotischen Stil gehaltene Kirche hat einen kleinen Chorraum, der an drei Seiten geschlossen ist, und einen Turm, der von zwei Nebengebäuden flankiert wird. Das Innere und die Einrichtung der Kirche sind fast vollständig original erhalten, lediglich der Dekor der nach 1945 bemalten Wände wurde verändert.
- Die Kirche des Heiligen Herzens Jesu in Drezdenko wurde 1914 für die evangelische Gemeinde errichtet und ist seit 1945 katholisch.
- Das heutige Rathaus wurde 1885 als Gericht erbaut.
- Das Schloss Driesen mit Wachhaus wurde 1766 im spätbarocken Stil auf den Grundmauern der am Ende des Siebenjährigen Kriegs von zurückziehenden russischen Truppen zerstörten Festung Driesen errichtet und wird heute als Schule genutzt.
- In der Altstadt befinden sich Fachwerkbauten aus dem 18. Jahrhundert, so in der ul. Żeromski 11 und in der ul. Kościuszko 16.
- Das 1985 gegründete Museum der Urwälder Drawa und Notecka Franciszek Gras sammelt als Regionalmuseum Materialien zur Stadt- und Umlandgeschichte, Forstwirtschaft, Jagd, Landwirtschaft, Hauswirtschaft und Imkerei. Es befindet sich im Gebäude des ehemaligen Zeughauses, das zu Beginn des 17. Jahrhunderts auf dem Gelände der Festung Drezdenko errichtet wurde. Als die Festung Mitte des 18. Jahrhunderts ihre militärische Bedeutung verlor, wurde das Arsenalgebäude an einen Kaufmann aus Posen verkauft und zu einem Lagerhaus umgebaut. Der Fachwerkbau wurde auf drei Geschosse aufgestockt und wurde zur Lagerung unter anderem von Mehl, Getreide, Salz und Wein genutzt. Nach dem Zweiten Weltkrieg befand sich der Getreidespeicher in Privatbesitz, Ende der 1970er Jahre wurde er von der Stadt übernommen und von 1981 bis 1985 den Bedürfnissen eines Museums angepasst. Die Sammlungen entstanden vor allem durch Schenkungen von Jagdvereinen, Forstämtern und Privatpersonen.

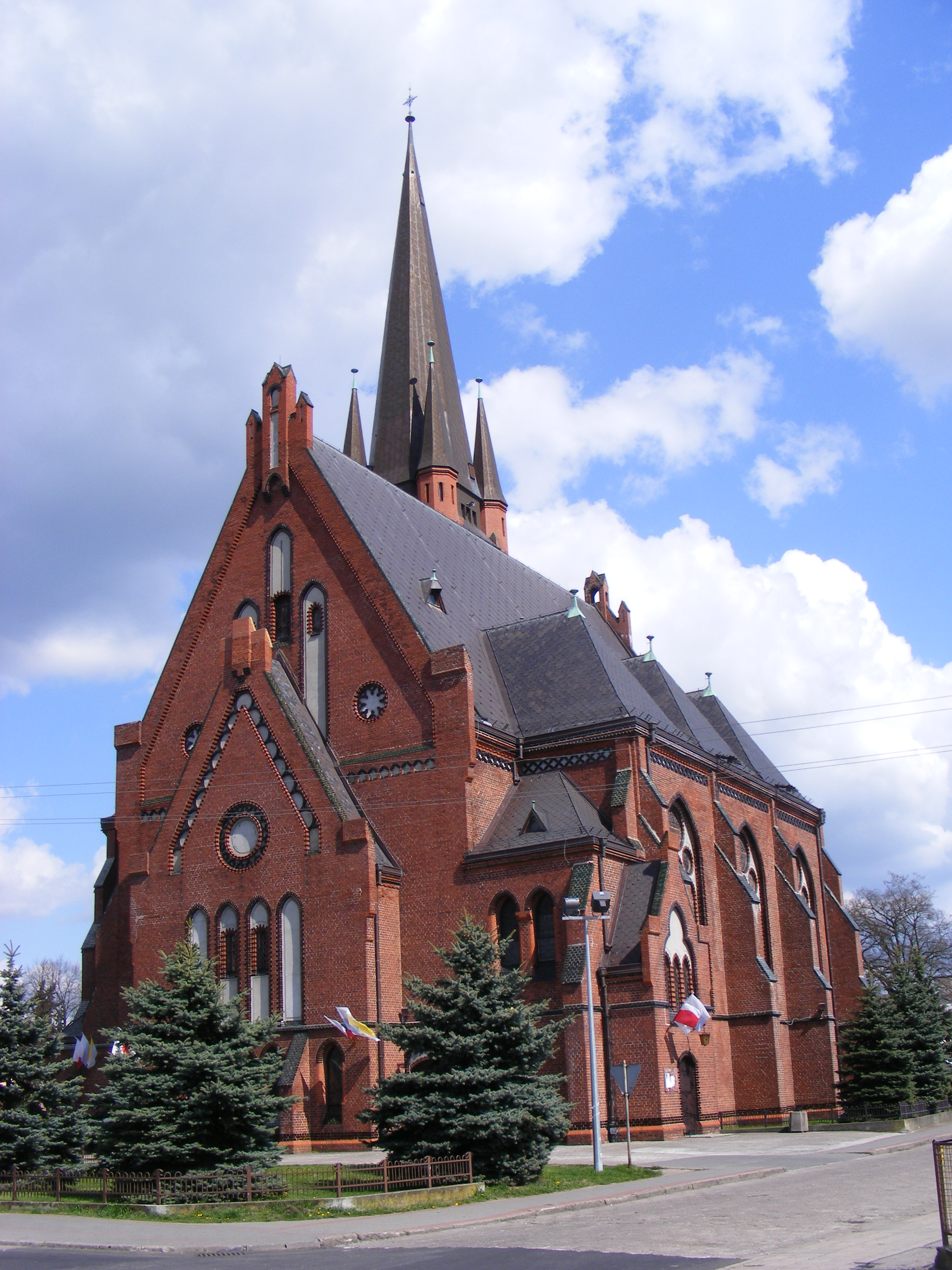
Kirche der Verklärung des Herrn
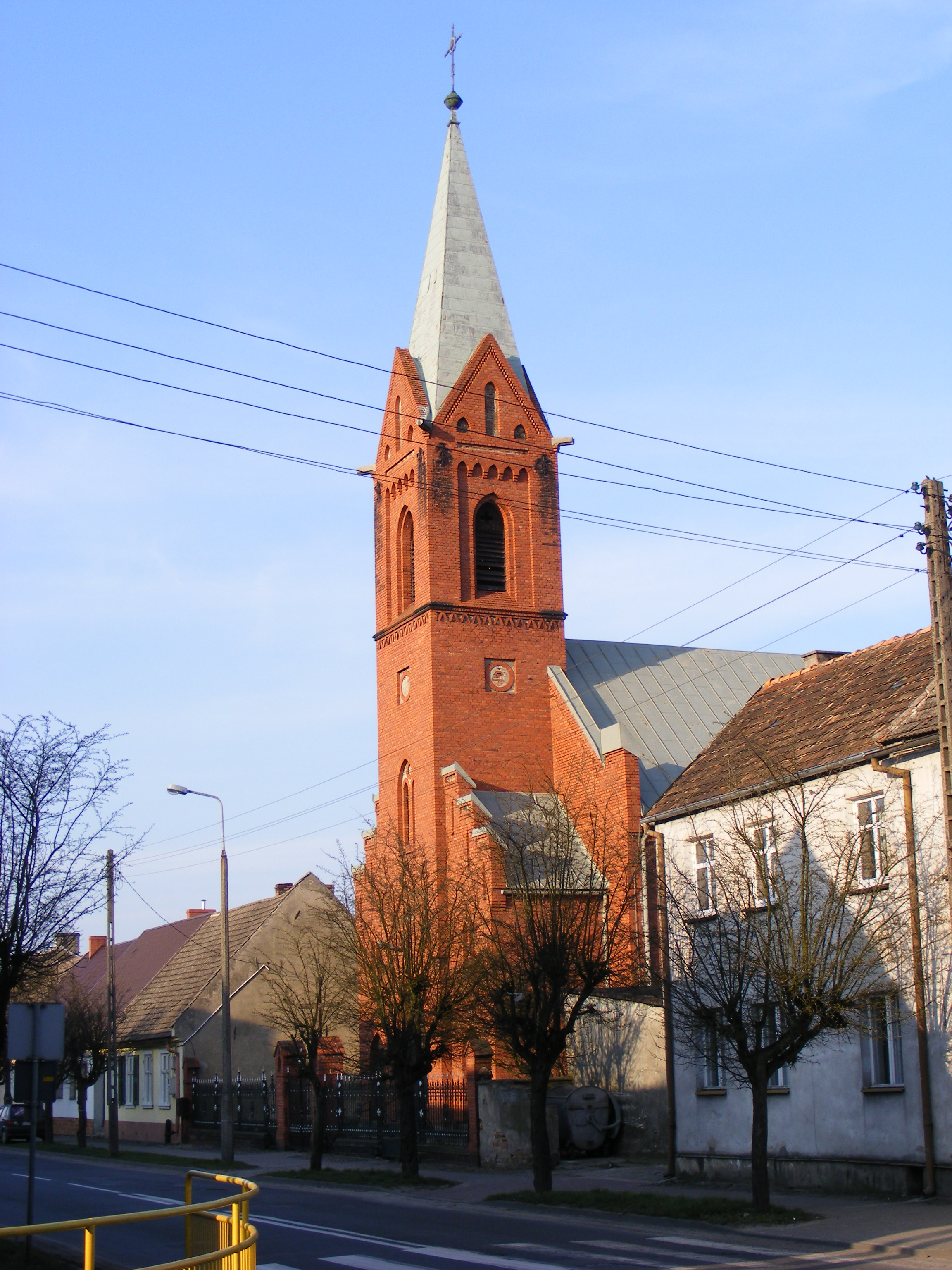
Kirche Unserer Lieben Frau vom Rosenkranz
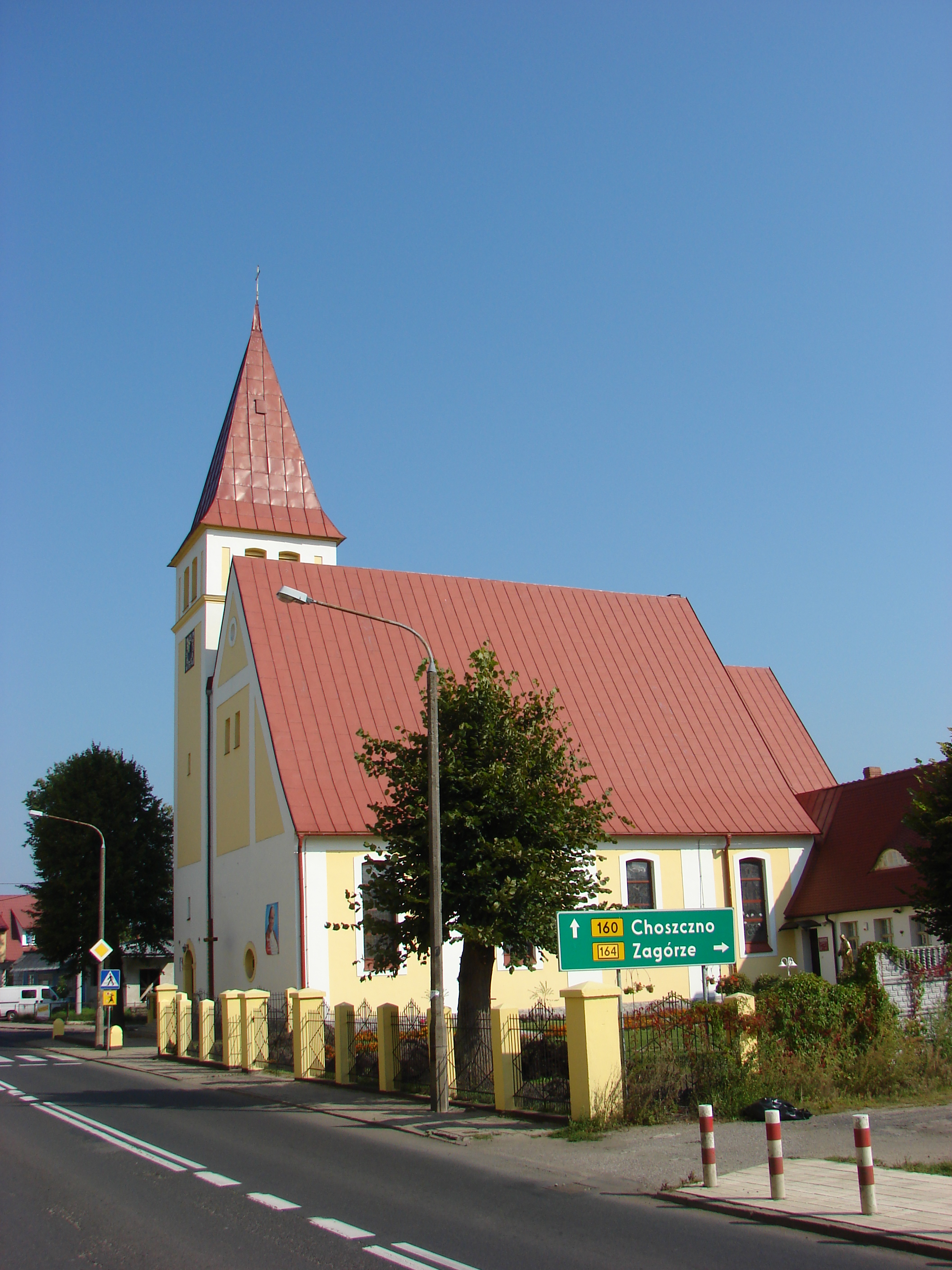
Kirche des Heiligen Herzen Jesu
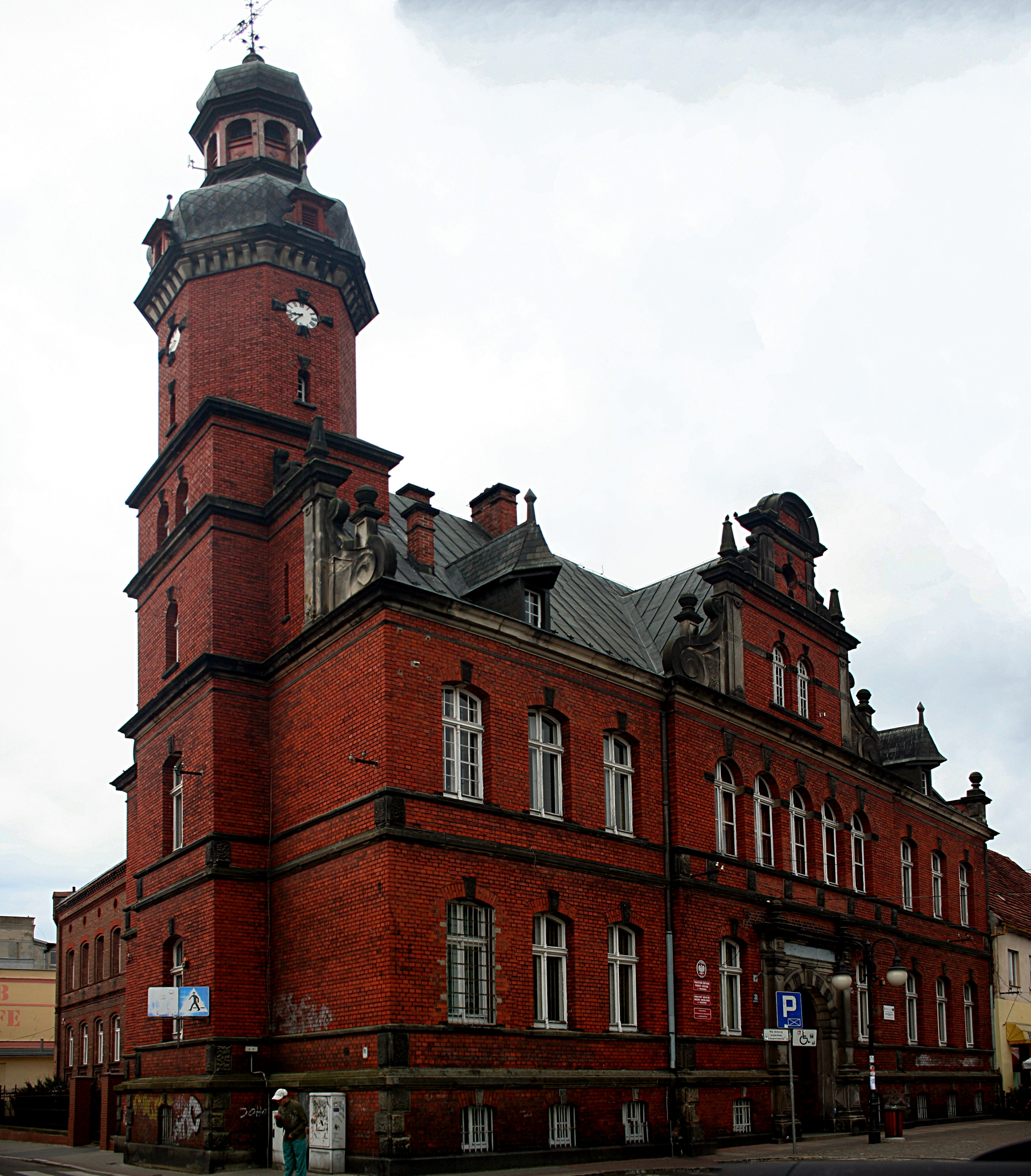
Rathaus
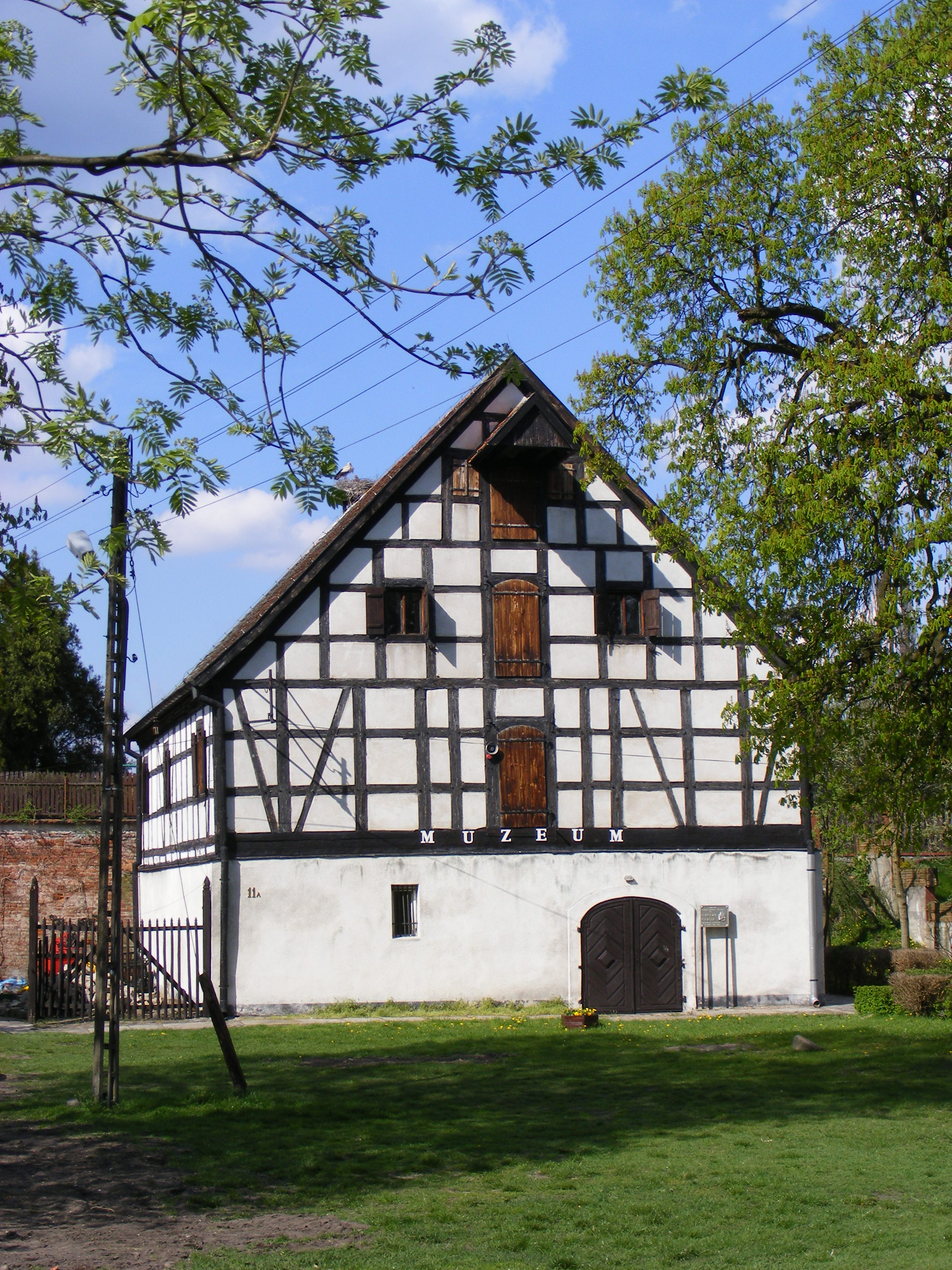
Museum der Urwälder Drawa und Notecka Franciszek Gras
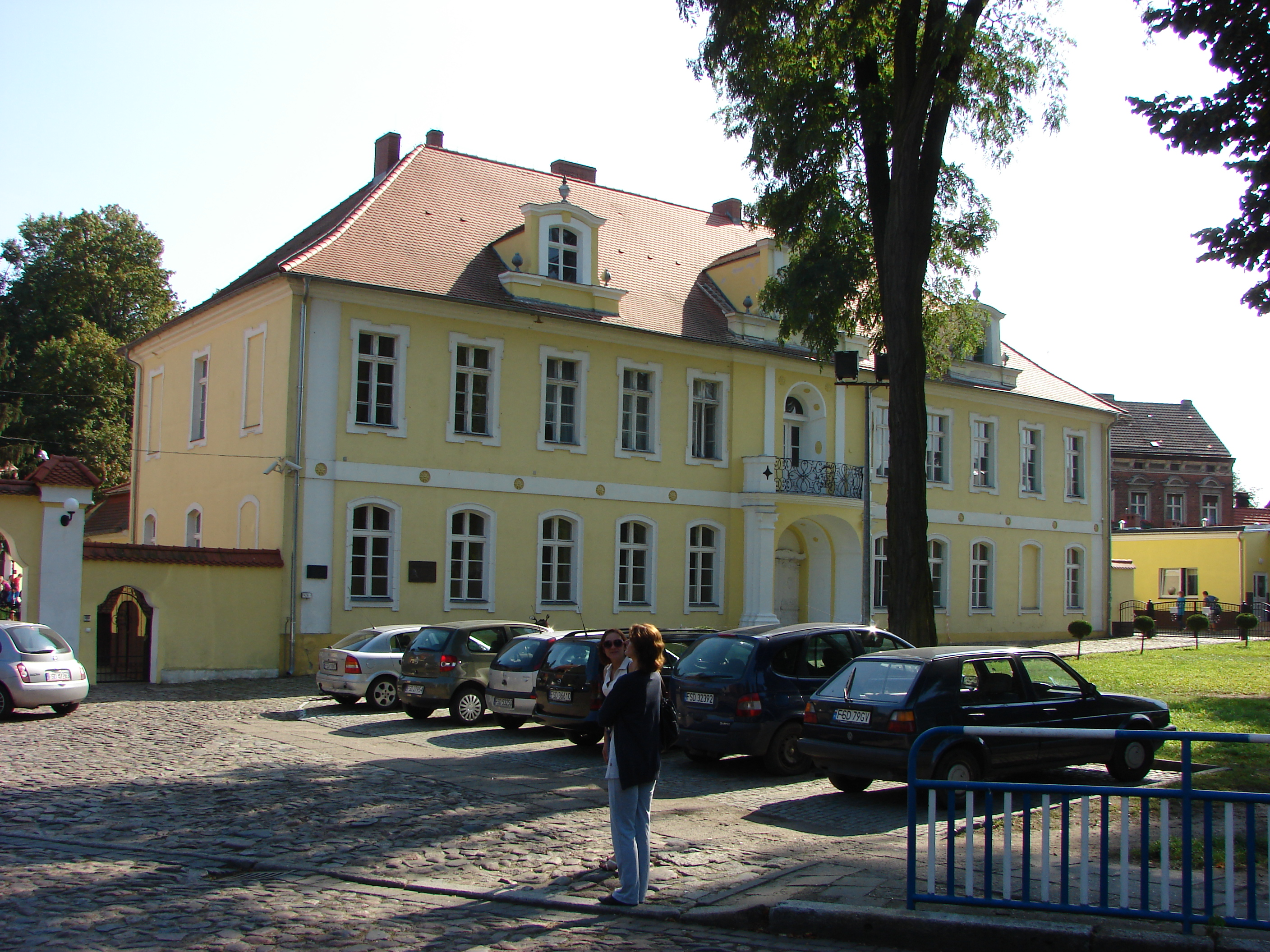
Schloss Driesen
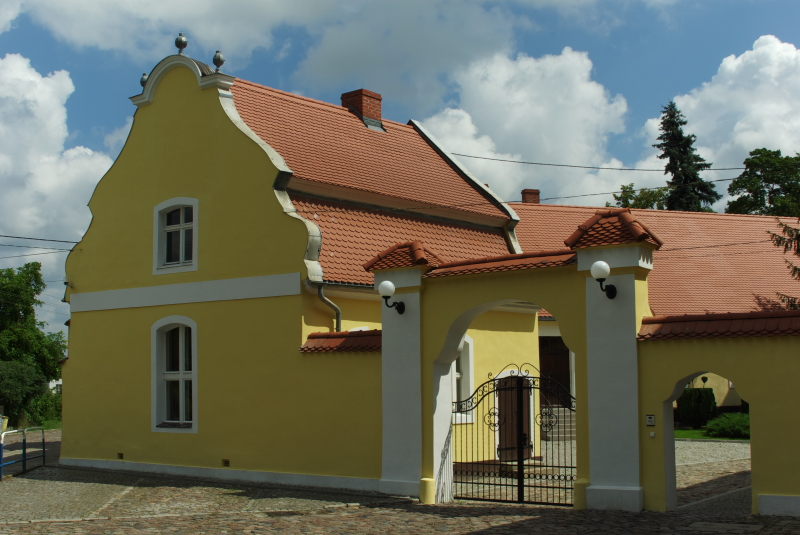
Wachhaus des Schlosses
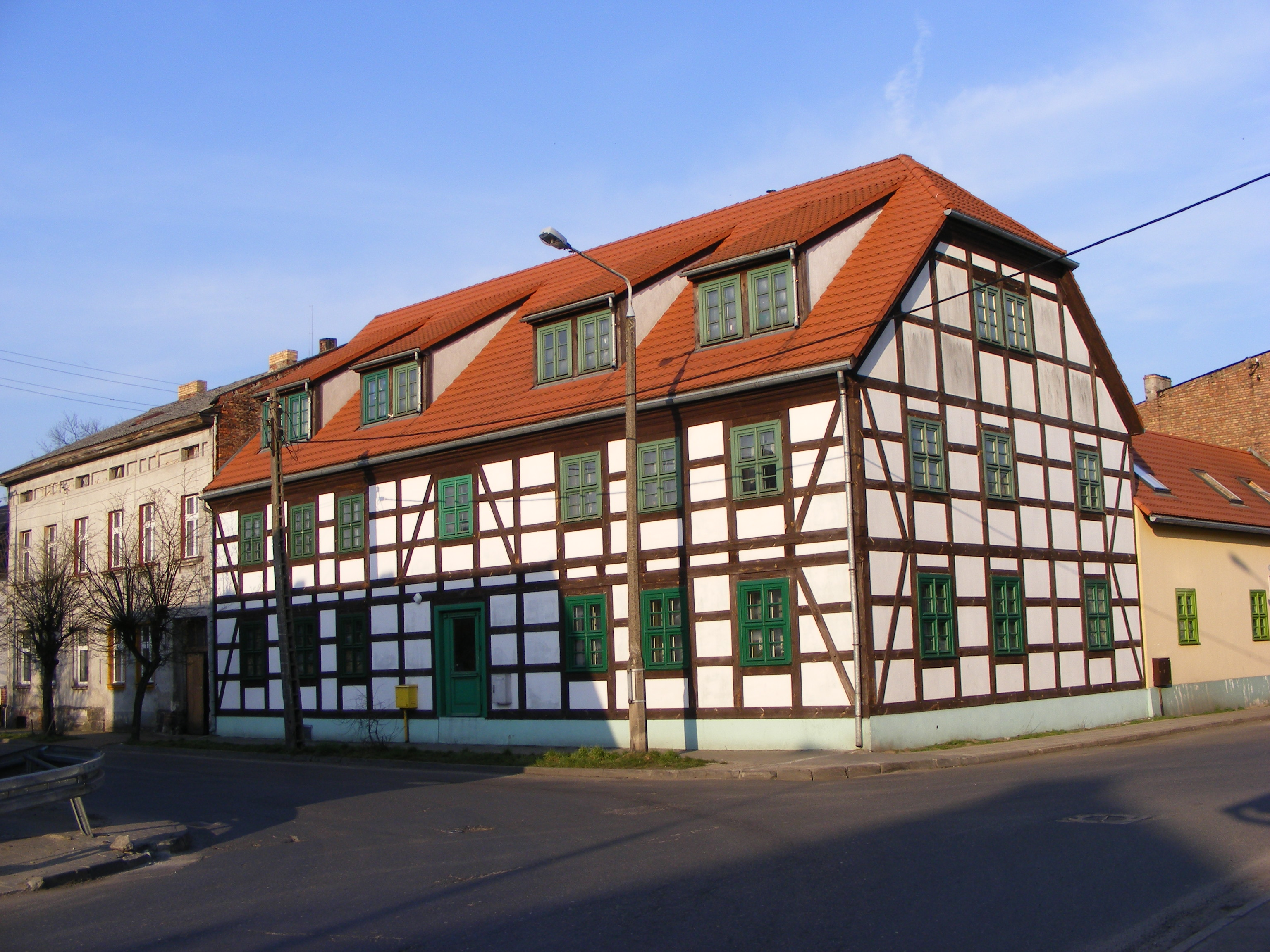
Fachwerkbau aus der 2. Hälfte des 18. Jahrhunderts an der ul. Żeromski 11
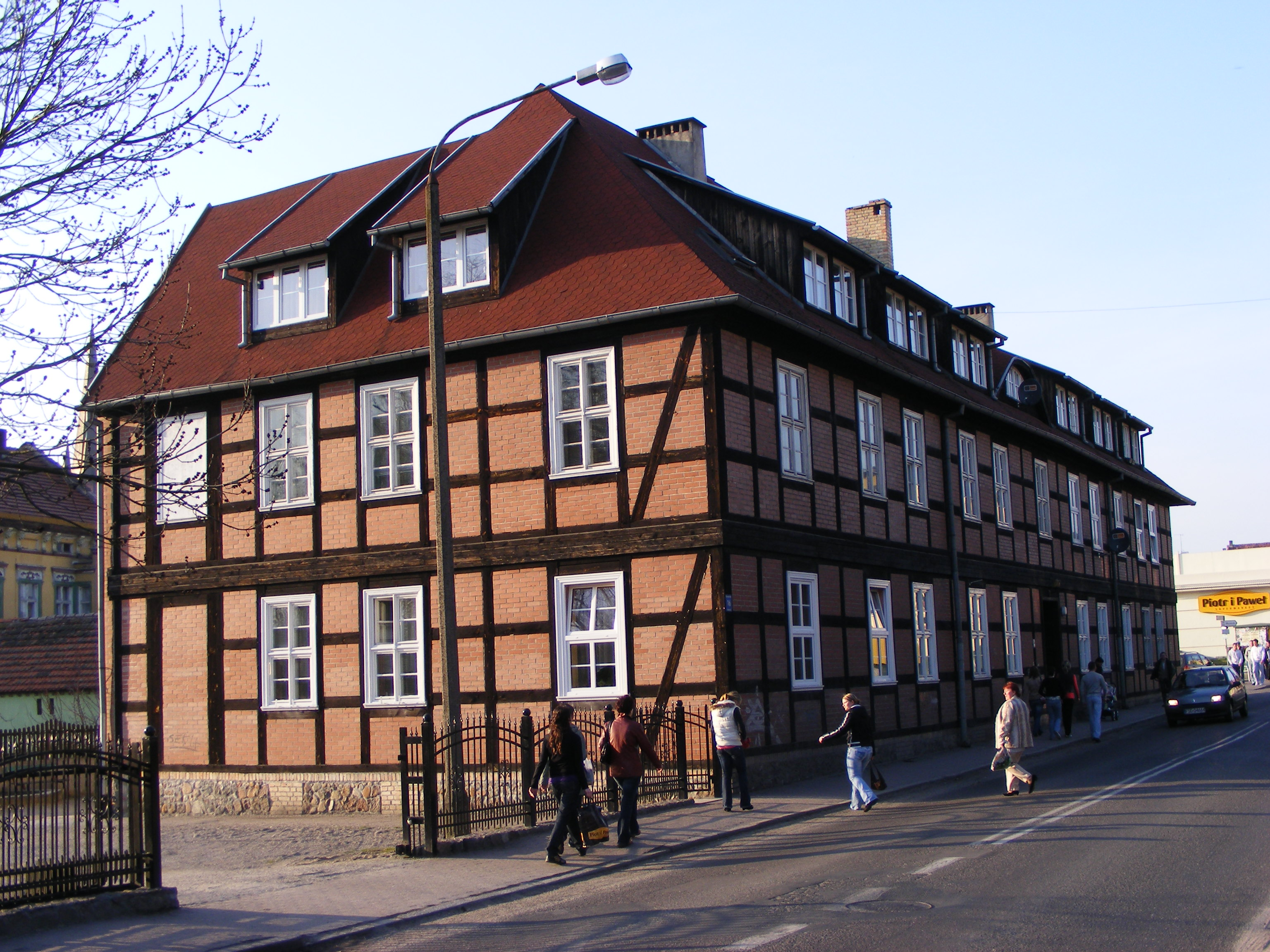
Fachwerkhaus aus dem 18. Jahrhundert an der ul. Kosciuszko 16
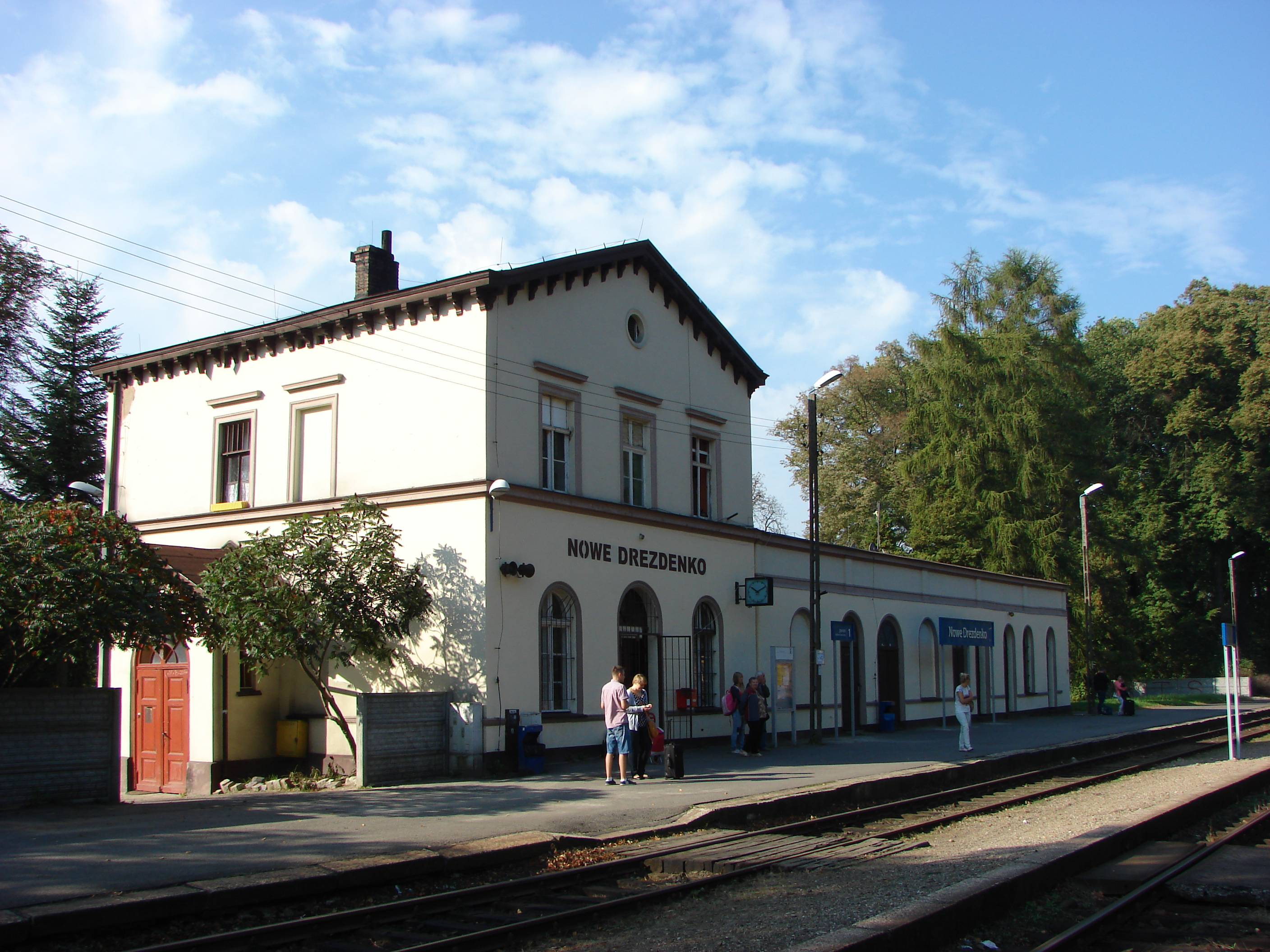
Bahnhof Nowe Drezdenko

### Einwohnerzahlen
- 1750: 0785[2]
- 1772: 2029
- 1840: 3643[2]
- 1850: 3908, darunter 96 Juden[6]
- 1860: 4039, darunter 92 Katholiken und 129 Juden[2]
- 1875: 4255[7]
- 1880: 4821[7]
- 1905: 6359
- 1925: 5837, darunter 450 Katholiken und 99 Juden[8]
- 1933: 5886[7]
- 1939: 5675[7]

## Gemeinde
Zur Stadt-und-Land-Gemeinde (gmina miejsko-wiejska) Drezdenko mit einer Fläche von 400 km² gehören die Stadt selbst und 27 Dörfer mit Schulzenämtern.

### Partnerschaften

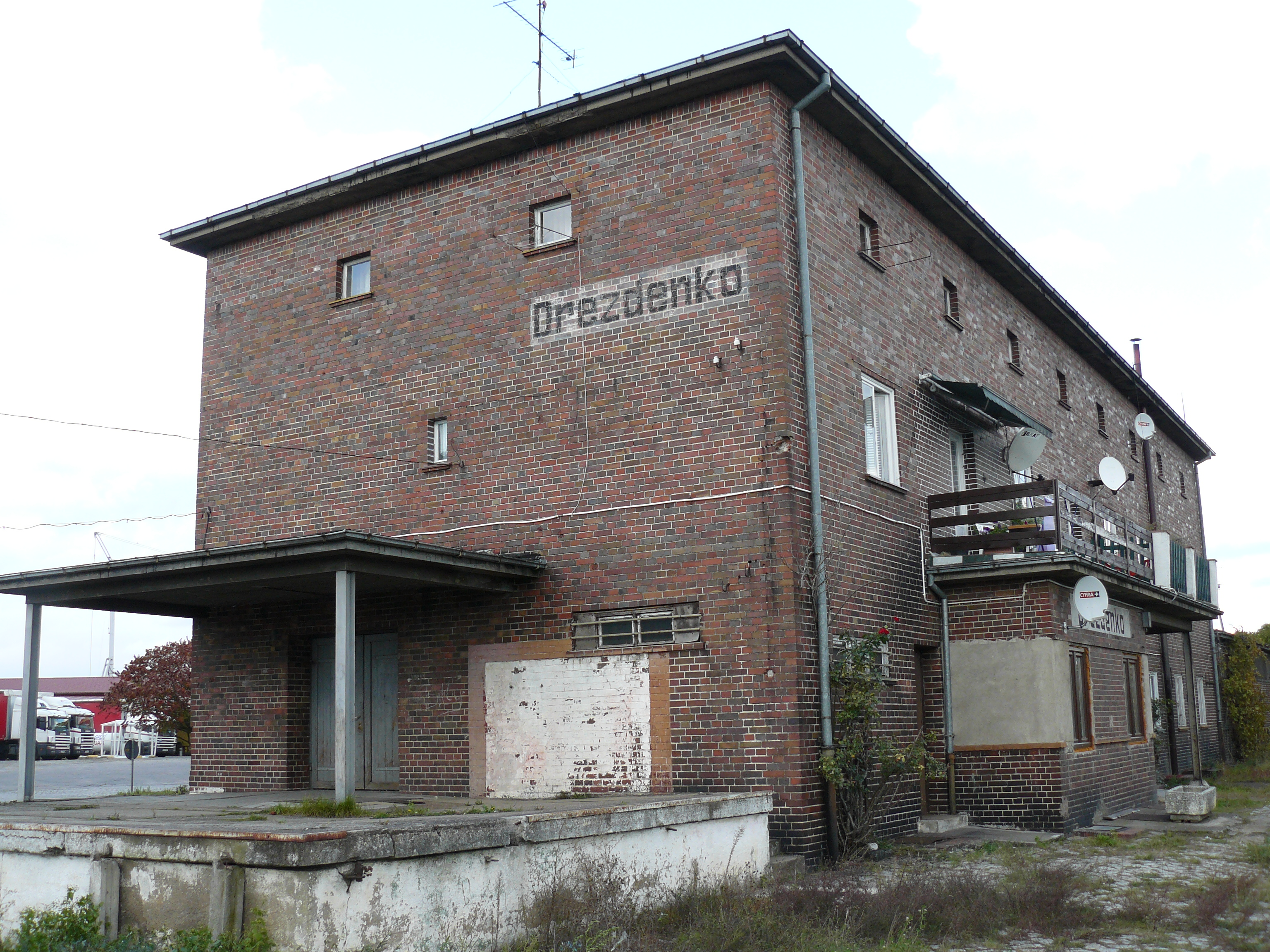
Ehemaliger Bahnhof Drezdenko

- Winsen (Luhe), Deutschland
- Wörth am Rhein, Deutschland

## Verkehr
Der Bahnhof und Fernverkehrshalt Nowe Drezdenko liegt an der Bahnstrecke Tczew–Küstrin-Kietz Grenze, östlich davon liegt der Haltepunkt, ehemals Bahnhof, Stare Bielice (deutsch: Alt Beelitz), wo die 1998 stillgelegte Bahnstrecke Stare Bielice–Skwierzyna abzweigte, an der der Bahnhof Drezdenko (bis 1945 Driesen Süd) lag. Das erhaltene Bahnhofsgebäude, ein Klinkerbau im Stil der Neuen Sachlichkeit, ist ein Werk des Architekten Wilhelm Beringer aus Frankfurt (Oder).

## Persönlichkeiten

### Söhne und Töchter der Stadt
- Adam Krieger (1634–1666), Komponist und Kirchenmusiker
- Georg Ludolf von Wulffen (1719–1792), preußischer Generalmajor
- Johann Friedrich Gensichen (1760–1807), Mathematiker
- Karl Ludwig Hencke (1793–1866), Amateurastronom, Entdecker der Asteroiden Asträa und Hebe
- Theodor Schönemann (1812–1868), Mathematiker und Gymnasialprofessor in Brandenburg an der Havel
- Albert von Zimmermann (1813–1887), preußischer Generalmajor, Kommandant der Festung Saarlouis
- Saul Löwenberg (1824–unbekannt), Anführer der Berliner Studenten in der Märzrevolution 1848
- Karl Ludwig Kahlbaum (1828–1899), Psychiater, Klinikleiter in Görlitz
- Paul Marquard (1836–1872 in Catania), Philologe
- Hermann Tietz (1844–1901), Musiker
- Gustav Polensky (1846–1908), Bauunternehmer, Gründer von Polensky & Zöllner
- Otto Franz Gensichen (1847–1933), Schriftsteller
- Carl Spude (1852–1914), Landrat des Kreises Bochum
- Eugen Grünert (1856–1910), Landschaftsmaler
- Fritz Polensky (1876–1959), Bauunternehmer und Mitinhaber von Polensky & Zöllner
- Martin Paatz (1882–1962), Maler und Hochschullehrer
- Walter Riedel (1897–1949), Politiker, Bürgermeister in Werl
- Günther Marschall (1913–1997), Architekt
- Paul Volkmann (1914–1963), Journalist und Schriftsteller
- Günther Detert (1929–2001), Politiker
- Siegfried Schildmacher (* 1938), Volkswirt
- Natalia Kaczmarek (* 1998), Sprinter

### Mit der Stadt verbunden
- Joachim von der Marwitz (1603–1662), kurbrandenburgischer Festungskommandant in Driesen ab 1648.
- Christoph Starke (1684–1744), ab 1737 Oberpfarrer und Garnisonprediger.